# Constitution provisoire des États confédérés
La Constitution provisoire des États confédérés, officiellement, la Constitution du gouvernement provisoire des États confédérés d'Amérique, est un accord entre l'ensemble des sept premiers États des États confédérés d'Amérique, qui sert de première constitution. Sa rédaction par un comité de douze nommé par le Congrès provisoire débute le 5 février 1861. La Constitution provisoire est officiellement adoptée le 8 février,.
Le gouvernement en vertu de la présente constitution est remplacé par la nouvelle Constitution des États confédérés avec une forme permanente de gouvernement « organisée sur les principes des États-Unis » le 22 février 1862.

## Contexte et arrière-plan

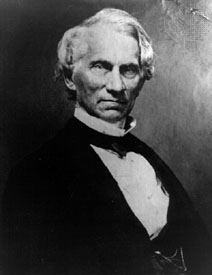
Christopher Memminger, le principal auteur de la Constitution provisoire

Le 4 février 1861, à Montgomery, en Alabama, les députés d'un « Congrès des États souverains et indépendants de la Caroline du Sud, la Géorgie, la Floride, l'Alabama, du Mississippi et de la Louisiane » se réunit pour créer une nouvelle forme de gouvernement fondée sur celle des États-Unis d'Amérique. Leurs efforts aboutissent, entre autres réalisations, à la rédaction d'une constitution provisoire de ce qui deviendra connu comme les États confédérés d'Amérique. Avant que le Congrès puisse accomplir quoi que ce soit, il faut un ensemble de lignes directrices à suivre. Le 5 février, Christopher Memminger propose la création d'un comité des treize dans le but de rédiger une constitution provisoire, afin d'accorder à la convention le pouvoir de congrès. Thomas Cobb, de Géorgie, propose que le comité soit composé de douze personnes, avec deux membres de chaque délégation d'État. La Convention s'accorde sur cette dernière proposition, nommant Memminger et Robert Barnwell pour la Caroline du Sud, William Barry et Wiley Harris pour le Mississippi, James Anderson et James Owens pour la Floride, Richard Walker et Robert Smith pour l'Alabama, Alexander Stephens et Eugenius Nisbet pour la Géorgie, et John Perkins et Duncan Kenner pour la Louisiane à la Commission des douze. Le comité élit Memminger, qui est arrivé à la convention avec un projet déjà préparé, comme son président.

## Les points clés et les différences
Tous les membres du comité ont une bonne éducation et ont une grande expérience législative. En raison de la nécessité d'une constitution, ils travaillent avec une très grande rapidité, rendant compte à la convention le 7 février. Des copies sont ensuite réalisées et distribuées aux membres de la convention qui passent relativement peu de temps à débattre. Leurs principaux changements apportés au projet du comité est l'inclusion de la phrase « invoquant la faveur de Dieu tout-Puissant » dans le préambule, l'ajout d'un droit de veto exécutif, une suppression d'une restriction du congrès de quinze pour cent sur les tarifs à l'importation, et une combinaison des systèmes des courts de circuits et de district dans le système de district où chaque État comprend un district. La Constitution provisoire est ensuite ratifiée à l'unanimité près de minuit, le 8 février 1861 et est signée par tous les membres présents à midi le jour du discours inaugural de Jefferson Davis le 18 février 1861. Il y a cinquante signatures en tout, y compris celles de la délégation du Texas, qui est admis le 2 mars. La Constitution provisoire est annulée avec la ratification de la Constitution permanente des États confédérés d'Amérique le 11 mars 1861.
Les rédacteurs de la Constitution provisoire ont utilisé la Constitution des États-Unis comme base pour la leur, et ainsi il y a beaucoup de similitudes. De grandes sections ont été copiées, sans aucune modification, et d'autres avec seulement des changements cosmétiques (comme le remplacement des « États-Unis » par « États confédérés » ou « Confédération »). Il y a aussi plusieurs différences notables, y compris les changements susmentionnés, ainsi qu'une clause qui permet au Congrès d'utiliser un vote des deux tiers pour déclarer le président incapable d'exercer ses fonctions. L'article IV autorise le Congrès à modifier la constitution avec un autre vote au deux-tiers des voix, tandis que l'article VI accorde au Congrès le pouvoir d'admettre d'autres membres dans la confédération. Et dans leur précipitation, le comité des douze a négligé d'inclure des fonctionnalités telles qu'un processus de ratification et a décidé de ne pas parler de questions controversées concernant l'esclavage, et les droits de douane. Ces questions sont décidées dans la Constitution permanente.
Mais la différence la plus significative par rapport à la Constitution des États-Unis est qu'en vertu de la Constitution provisoire, le Congrès provisoire confédéré est un parlement monocaméral, qui n'a qu'une chambre, et votant par États. Cela est modifié pour la législature bicamérale plus familière dans la Constitution permanente, avec des Sénateurs et des Représentants, votant individuellement.
L'esclavage est abordé très brièvement dans la Constitution provisoire. Comme la Constitution provisoire n'a pas de Chambre des représentants, la section consacrée à la façon dont les esclaves doivent être comptés aux fins du recensement, est omise. L'article I, section 7 de la Constitution provisoire met hors-la-loi le commerce ultra-marin des esclaves, mais permet l'importation des États esclavagistes des États-Unis. Mais le Congrès est habilité à interdire l'importation d'esclaves de « tout État non membre de cette Confédération ». Cela diffère de la Constitution des États-Unis, où l'article I, section 9 permet, n'impose pas une interdiction de la « migration ou l'importation de ces personnes en tant que l'un quelconque des États actuels est croit bon de l'admettre » à compter du 1er janvier 1808. L'article IV, section 2, de la Constitution provisoire exige le retour des esclaves échappés similaire à ce qui est dans la Constitution des États-Unis. Il diffère en précisant les personnes qui doivent renvoyer les esclaves (« le pouvoir exécutif » de l'état), et ajoute une exigence d'une compensation financière égale à la « valeur de l'esclave et de tous les coûts et dépenses » en cas de « l'enlèvement ou le sauvetage » de l'esclave fugitif. Contrairement à la Constitution des États-Unis, la Constitution provisoire confédérée se débarrasse de la phraséologie euphémique des « autres personnes », « ces personnes », et « personne tenue de servir ou travailler dans un État », se référant franchement à eux comme des « esclaves » et des « nègres »,.
L'esclavage sera en outre abordé dans la Constitution permanente. En plus de l'interdiction de la traite des esclaves et de la nécessité de renvoyer les esclaves en fuite, la Constitution permanente ne tient pas compte de l'exigence d'une compensation financière pour les esclaves enlevés ou sauvés, ou la spécification que le « pouvoir exécutif » des états est responsable pour le retour ; elle interdit au Congrès de passer une loi « niant ou compromettant le droit de propriété d'esclaves » ; garantit le droit de « transit et de séjour ... avec leurs esclaves et d'autres biens » ; requiert dans tout territoire confédéré que « l'institution de l'esclavage des nègres, comme il existe actuellement dans les États confédérés » doit exister ; et restaure les « dispositions des 3/5e » pour l'attribution des impôts des Représentants et directs.

## Interprétations
Dans son discours inaugural, Jefferson Davis déclaré : « Nous avons changé les parties constituantes, mais pas le système de gouvernement. La Constitution encadrée par nos pères est celle de ces États confédérés » et qu'elle diffère « uniquement de celle de nos pères dans la mesure où elle est explicative de leur intention bien-connue ... ». Certains chercheurs sont d'accord avec Davis sur le fait que la Constitution provisoire a cherché à clarifier les nombreuses ambiguïtés de la Constitution originale. Le vocabulaire de la constitution conduit la plupart des historiens à voir la Constitution provisoire comme mettant l'accent sur le fédéralisme par rapport au gouvernement national consolidé centralisé. Par exemple, dans le préambule, « Nous le peuple » est remplacé par « Nous, les députés des États souverains et indépendants,... ». Les mots tels que « délégué » et « expressément accordés » sont également utilisés pour mettre l'accent sur le pouvoir du gouvernement national et souligner que la Confédération est une ligue d'états plutôt qu'une seule homogénéité, c'est-à-dire que le pouvoir souverain se trouve à l'intérieur d'une construction « bottom up » et pas une qui serait « top down ».

## Signataires
Les signataires et les états qui ont été représentés :
- Howell Cobb, président du Congrès
- Caroline du Sud: Robert Barnwell Rhett, R. W. Barnwell, James Chesnut, Jr., C. G. Memminger, Wm. Porcher Miles, Laurence M. Keitt, William W. Boyce, Tho. J. Withers
- Géorgie : R. Toombs, Francis S. Bartow, Martin J. Crawford, E. A. Nisbet, Benjamin H. Hill, Augustus R. Wright, Thos. R. R. Cobb, A. H. Kenan, Alexander H. Stephens
- Floride : Jackson Morton, Jas. B. Owens, J. Patton Anderson
- Alabama: Richard W. Walker, Robt H. Smith, Colin J. McRae, John Gill Shorter, William Parish Chilton, Stephen F. Hale, David P. Lewis, Thomas Fearn, J. L. M. Curry
- Mississippi: W. P. Harris, Alexander Mosby Clayton, W. S. Wilson, James T. Harrison, Walker Brooke, William S. Barry, J. A. P. Campbell
- Louisiane: John Perkins, Jr., Alex. de Clouet, C. M. Conrad, Duncan F. Kenner, Edward Sparrow, Henry Marshall
- Texas : Thomas N. Waul, Williamson S. Oldham, John Gregg, John H. Reagan, W. B. Ochiltree, John Hemphill, Louis T. Wigfall